# Olimpo (medico)
Olimpo (in greco antico: Ὄλυμπος?, Olympos; fl. 30 a.C.) è stato un medico greco antico.

## Biografia
Poco si sa di Olimpo, tranne che fu membro della corte della regina Cleopatra come suo medico personale ed era presente quando questa si suicidò, nel 30 a.C.; egli lasciò inoltre delle memorie nelle quali era presente la descrizione dell'evento, usate dallo storiografo Plutarco come fonte.